# Joaquim de Oliveira Machado
Joaquim de Oliveira Machado (1842 — 1920) foi um advogado, professor e político brasileiro.
Foi presidente da província do Amazonas, nomeado por carta imperial de 22 de dezembro de 1888, de 12 de fevereiro a 1 de julho de 1889.